# Liste der Kulturdenkmäler in Maring-Noviand
In der Liste der Kulturdenkmäler in Maring-Noviand sind alle Kulturdenkmäler der rheinland-pfälzischen Ortsgemeinde Maring-Noviand aufgeführt. Grundlage ist die Denkmalliste des Landes Rheinland-Pfalz (Stand: 10. August 2023).

## Einzeldenkmäler
| Bezeichnung                         | Lage                                                             | Baujahr                            | Beschreibung | Bild            |
| ----------------------------------- | ---------------------------------------------------------------- | ---------------------------------- | --- | --------------- |
| Wohnhaus                            | Maring, Borngasse 5 Lage                                         | 16. Jahrhundert                    | Wohnhaus; Schieferbau, teilweise Fachwerk, 19. Jahrhundert, im Kern aus dem 16. Jahrhundert | BW              |
| Wohnhaus                            | Maring, Brückenstraße 3 Lage                                     | um 1700                            | Breitgiebelhaus, teilweise Fachwerk, (neu?) bezeichnet 1647, wohl um 1700 | BW              |
| Wegekreuz                           | Maring, Brückenstraße, bei Nr. 3 Lage                            | 1848                               | gotisierendes Wegekreuz, bezeichnet 1848 (?, wohl jünger); zwei Barockskulpturen | BW              |
| Katholische Kirche St. Remigius     | Maring, Kirchweg 1 Lage                                          | 1827–29                            | gotisierender Saalbau, 1827–29 | BW              |
| Friedhofskreuz                      | Maring, Kirchweg, bei Nr. 1 auf dem Friedhof Lage                | 1862                               | Friedhofskreuz, bezeichnet 1862 | BW              |
| Hofanlage                           | Maring, Kirchweg 3, Layweg ohne Nummer Lage                      | 1858                               | klassizistisches Wohnhaus, bezeichnet 1858, Kellereingang aus dem 16. oder 17. Jahrhundert; Bruchstein-Wirtschaftsgebäude, 19. Jahrhundert | BW              |
| Bürgerhaus                          | Maring, Kirchweg 5 Lage                                          | zweite Hälfte des 19. Jahrhunderts | ehemalige Schule; klassizistischer Putzbau, zweite Hälfte des 19. Jahrhunderts | BW              |
| Brunnen                             | Maring, Kirchweg, bei Nr. 5 Lage                                 | Mitte des 19. Jahrhunderts         | Laufbrunnen; Rotsandstein, wohl aus der Mitte des 19. Jahrhunderts | BW              |
| Hofanlage                           | Maring, Kirchweg 11, Winzergasse 4 Lage                          |                                    | umgenutzt als Wohnhaus; kleine barocke Dreiflügelanlage, Mansarddächer, im Kern älter | BW              |
| Brunnen                             | Maring, Liesertalstraße, Ecke Backesgasse Lage                   | zweite Hälfte des 19. Jahrhunderts | Pumpbrunnen; Rotsandstein, wohl aus der zweiten Hälfte des 19. Jahrhunderts | BW              |
| Wohnhaus                            | Maring, Liesertalstraße 1 Lage                                   | 1734                               | Eckwohnhaus; Mansarddachbau, teilweise Fachwerk, bezeichnet 17[34] | BW              |
| Wohnhaus                            | Maring, Liesertalstraße 17/19 Lage                               | 1663                               | Doppelhaus; Krüppelwalmdachbau, bezeichnet 1663 und 1664, Bruchsteinscheune, teilweise Fachwerk; Gesamtanlage | BW              |
| Hofanlage                           | Maring, Moselstraße 12 Lage                                      | um 1800                            | stattlicher Parallelhof; fünfachsiger Mansarddachbau, teilweise Fachwerk, um 1800, rückwärtig dreiachsiges Wohnhaus, Stallscheune, 19. Jahrhundert | BW              |
| Wegekreuz                           | Maring, Moselstraße, bei Nr. 47 Lage                             | 1750                               | barockes Schaftkreuz, bezeichnet 1750, Abschlusskreuz um 1900 | BW              |
| Brixius-Mühle                       | Maring, Mühlenweg 6 Lage                                         | 17. Jahrhundert oder früher        | ehemalige Mühle mit Garten; zugehörig: ehemalige Ölmühle, kleiner Putzbau, wohl aus dem 19. Jahrhundert | BW              |
| Tür- und Fenstergewände             | Maring, Winzergasse, an Nr. 11 Lage                              | 1670                               | Türeinfassung sowie gekuppelte Fenstereinfassung, Mischformen aus Spätgotik und Renaissance, bezeichnet 1670 | BW              |
| Quereinhaus                         | Maring, Wittlicher Straße 2 Lage                                 | 1908                               | Quereinhaus; repräsentativer Schieferbau mit Fachwerkkniestock, bezeichnet 1908 | BW              |
| Bildstock                           | Maring, nördlich des Ortes Lage                                  | um 1700                            | eingelassen in eine Mauernische: Schmerzensmann und Säule mit Arma Christi; Sandstein, um 1700 | BW              |
| Heiligenhäuschen                    | Maring, nördlich des Ortes Lage                                  | 1765                               | segmentbogig geschlossener Mauerblock, Sandsteinrelief, angeblich ursprünglich bezeichnet 1765 | BW              |
| Heiligenhäuschen                    | Maring, nördlich des Ortes Lage                                  | 18. oder 19. Jahrhundert           | segmentbogig geschlossener Mauerblock, 18. oder 19. Jahrhundert | BW              |
| Kleiner Herrgott                    | Maring, nördlich des Ortes an der K 55 Lage                      | erste Hälfte des 17. Jahrhunderts  | Sandsteinkruzifix, wohl aus der ersten Hälfte des 17. Jahrhunderts | BW              |
| Wegekreuz                           | Maring, südwestlich des Ortes nahe der L 47 Lage                 | 1712                               | barockes Schaftkreuz, bezeichnet 1712 | BW              |
| Bildstock                           | Noviand, Brunnenstraße, Ecke Lambertusstraße Lage                | 1783                               | Kreuzigungsbildstock, barock, bezeichnet 1783 | BW              |
| Bürgerhaus                          | Noviand, Brunnenstraße 30 Lage                                   | Ende des 19. Jahrhunderts          | ehemalige Schule (?); stattlicher Bruchsteinbau, Ende des 19. Jahrhunderts | BW              |
| Quereinhaus                         | Noviand, Brunnenstraße 37 Lage                                   | 1855                               | stattliches klassizistisches Quereinhaus, bezeichnet 1855, altes Hofpflaster | Fotos hochladen |
| Katholische Pfarrkirche St. Lambert | Noviand, Brunnenstraße 39 Lage                                   | 1753–56                            | Langhaus 1753–56, Architekt Johannes Seiz, Chorschluss 1783, Turm 1790, 1965/66 um Querhaus erweitert | Fotos hochladen |
| Friedhof                            | Noviand, Brunnenstraße, bei Nr. 39 Lage                          | um 1865                            | Privatfriedhof, um 1865, im 20. Jahrhundert erweitert | BW              |
| Pfarrhaus                           | Noviand, Brunnenstraße 42 Lage                                   | 1765                               | stattlicher barocker Mansarddachbau, 1765, Zierfachwerk wohl aus dem frühen 20. Jahrhundert | BW              |
| Heiligenhäuschen                    | Noviand, Brunnenstraße, bei Nr. 69a Lage                         | 18. oder 19. Jahrhundert           | rund geschlossener Mauerblock, Abschlusskreuz, 18. oder 19. Jahrhundert | BW              |
| Heiligenhäuschen                    | Noviand, Im Webersgarten, hinter Nr. 27 Lage                     | 18. Jahrhundert                    | rund geschlossener Mauerblock, Sandsteinrelief, 18. Jahrhundert | BW              |
| Wohnhaus                            | Noviand, Lambertusstraße 6 Lage                                  | 1730                               | kleines Wohnhaus; teilweise Fachwerk, bezeichnet 1730 | BW              |
| Klosterhof Siebenborn               | Noviand, nördlich des Ortes (Siebenborn 3, 6, 7, 8, 9) Lage      | 16. Jahrhundert                    | ehemalige Propstei der Abtei Himmerod, 16. Jahrhundert, Umbau 1721: Südflügel mit ehemaliger Kapelle sowie zweischiffiger Keller, wohl aus dem 16. Jahrhundert; Mühle (Nr. 3, eventuell auch 2), dreiseitig um einen Hof gruppierte Gebäude: Krüppelwalmdachbau, wohl aus der ersten Hälfte des 19. Jahrhunderts, Radkammer, Kniestockbau, stattliches Wirtschaftsgebäude, 18. oder 19. Jahrhundert | Fotos hochladen |
| Wegekapelle                         | Noviand, nordöstlich des Klosterhofs Siebenborn an der K 55 Lage | 1746                               | Krüppelwalmdachbau, bezeichnet 1746; Kruzifix, Anfang des 16. Jahrhunderts | BW              |

## Ehemalige Kulturdenkmäler
| Bezeichnung | Lage                        | Baujahr         | Beschreibung                                                               | Bild |
| ----------- | --------------------------- | --------------- | -------------------------------------------------------------------------- | ---- |
| Wohnhaus    | Maring, Moselstraße 14 Lage | 18. Jahrhundert | Fachwerkhaus, teilweise massiv, 18. Jahrhundert; aus Denkmalliste gelöscht | BW   |